# Saccharum strictum
Saccharum strictum là một loài thực vật có hoa trong họ Hòa thảo. Loài này được (Host) Spreng. miêu tả khoa học đầu tiên năm 1815.